# Nello Rossati
Nello Rossati (* 15. Juli 1942 in Adria; † 2009 in Rom) war ein italienischer Filmregisseur und Drehbuchautor.

## Leben
Rossati besuchte die Accademia nazionale d’arte drammatica und begann seine Karriere als Assistent und Gelegenheitsdarsteller von Theaterregiegrößen wie Franco Zeffirelli, Giorgio Albertazzi, Paolo Squarzina und Giuseppe Patroni Griffi. Nach seinem Wechsel auf die verantwortliche Regieposition arbeitete er mit Darstellern wie Gianni Santuccio, Anna Miserocchi, Salvo Randone und Nando Gazzolo zusammen. Für den Film wirkte Rossati erstmals 1971 – dies aber gleich intensiv; neben zwei Drehbüchern für Italowestern entstand auch zwei eigene Werke: Die erotischen, sehr preiswert hergestellten Komödien Bella di giorno, moglie di notte und (nach dem Erfolg des ersten ebenfalls mit Eva Czemerys in der Hauptrolle besetzten) La gatta in calore. Seine weiteren Regiearbeiten der 1970er Jahre stellten Variationen dieser Handlungsformel dar; einen Krimi inszenierte er unter Pseudonym. 1980 drehte er in Kolumbien den Film Fuga, der in Europa erst einige Jahre später gezeigt wurde, bevor er unter dem Pseudonym Ted Archer Actionfilme (darunter den vollkommen misslungenen Djangos Rückkehr) vorlegte. Nach einem weiteren, fast unbemerkt gebliebenen Film 1994 und der Miniserie La carne e il diavolo zog er sich vom Geschäft zurück.

## Filmografie (Auswahl)
Regie, Drehbuch
- 1971: Bella di giorno, moglie di notte
- 1975: Operation mißlungen – Patient lebt (L'infermiera)
- 1978: I figli non si toccano!
- 1979: Eine Frau für die Nacht (Una donna di notte)
- 1980: Fuga (Fuga scabrosamente proibita)
- 1987: Djangos Rückkehr (Django 2: Il grande ritorno)
- 1988: Top Line – Das Geheimnis des Azteken-Berges (Topline)

Drehbuch
- 1971: Zeig mir das Spielzeug des Todes (Il giorno del giudizio)